# Punts de no retorn en el sistema climàtic de la Terra

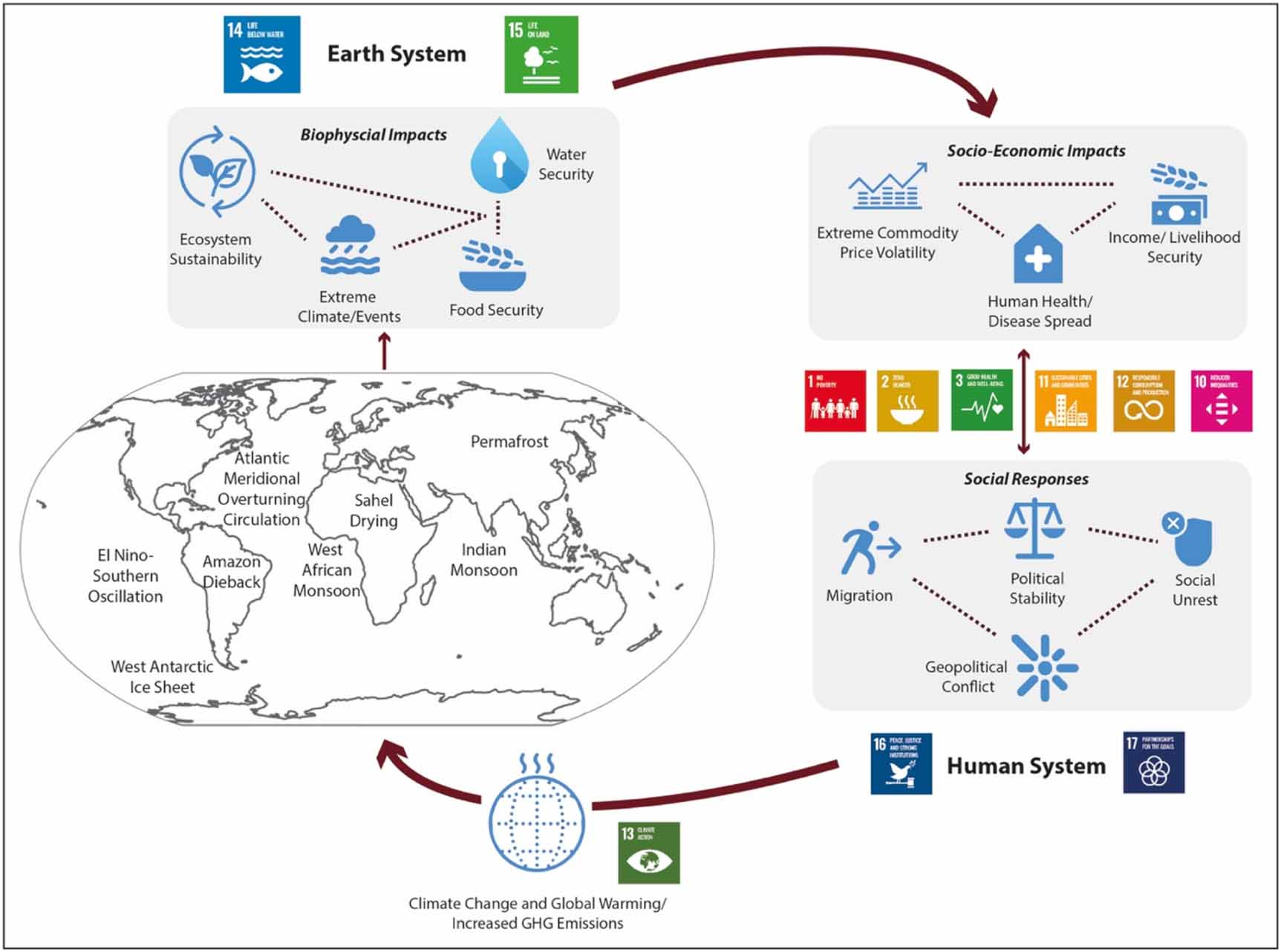
Acoblament entre elements d'inclinació climàtic i social

En la investigació del sistema terrestre, és designat com a element basculant (anglès: Tipping Element) un component a gran escala del clima o, de manera més general, del sistema de la Terra, que pot ser portat a un nou estat per influències externes fins i tot menors quan ha arribat a un "punt d'inflexió". Aquests canvis sovint poden ser bruscos o irreversibles.
Hi ha incertesa sobre els valors de llindar exactes de molts elements d'inclinació; es podrien superar si les emissions de gasos d'efecte hivernacle continuen aquest segle. Els canvis es poden produir en pocs anys, però s'esperen períodes de canvi significativament més llargs per a la majoria d'elements basculants. La probabilitat de canvis bruscos i irreversibles i les conseqüències d'aquests canvis augmenten a mesura que avança l'escalfament global. Des del moment que es superi l'objectiu d'1,5 graus, hi ha un alt risc que s'activin elements de basculació. L'activació d'elements basculants pot provocar un escalfament global important addicional. Hi ha por que el basculament d'elements individuals pugui provocar bucles de retroalimentació que causin canvis en altres subsistemes del sistema terrestre, de tal manera que provoquin efectes en cascada. Les hipòtesis sobre les cascades que s'associen amb un escalfament global de més de dos graus durant aquest i el proper segle requereixen una confirmació addicional i, en l'estat actual de la ciència, són poc plausibles.

## Història
El concepte d'elements basculables va ser introduït a la comunitat de recerca climàtica per Hans Joachim Schellnhuber cap a l'any 2000. Basant-se en el seu treball sobre la dinàmica no lineal, com a un dels autors principals coordinadors del grup de treball II en el tercer informe d'avaluació del Grup Intergovernamental de Canvi Climàtic (2001), va assenyalar la possibilitat - fins aleshores menystinguda - que es poguessin donar esdeveniments discontinus, irreversibles i extrems en relació amb l'escalfament global. Fins aleshores, s'havia suposat principalment que els canvis es produirien de manera lineal i gradual.
L'article especialitzat “Tipping elements in the Earth's climate system”, publicat el febrer de 2008, va ser un dels treballs més citats en el camp de les geociències el 2008 i el 2009 i actualment (a l'abril de 2019) compta amb més de 2.500 citacions en la literatura especialitzada. El treball de recerca sobre l'article va començar l'octubre de 2005. En un taller a l' ambaixada britànica a Berlín, 36 investigadors climàtics britànics i alemanys van discutir el concepte i van identificar possibles elements d'inclinació del sistema terrestre. L'any següent, es van entrevistar 52 experts internacionals addicionals i es va avaluar tota la literatura científica rellevant sobre el tema. Com a resultat, es van identificar nou punts d'inflexió potencials on es podria arribar al punt d'inflexió abans de l'any 2100. Mentrestant, s'han identificat altres possibles elements de basculament.
Si bé l'IPCC va assumir l'any 2001 que només podria arribar-se a punts d'inflexió quan l'escalfament superava els cinc graus, en els informes especials més recents de 2018 i 2019 es va arribar a la conclusió que els punts d'inflexió podrien ja superar-se amb un escalfament entre 1 i 2 graus centígrads.
La investigació addicional és crucial per ajudar la societat a entendre els costos, els beneficis i les fronteres de la protecció i adaptació al clima. Atesa la rellevància del tema per a la política climàtica, es demana un informe especial de l'IPCC sobre els elements d'inclinació. Thomas Stocker considera que la ciència del clima encara sap massa poc sobre els punts d'inflexió, no sols pel que fa a teoria sinó també quant als models i observacions. Tot i que confirma que “sabem amb exactitud que els punts d'inflexió existeixen fonamentalment”, subratlla que encara hi ha una gran incertesa a l'hora de predir a quins punts d'inflexió s'arribarà, quan i quines conseqüències tindrà. És per això que des del 2020 fa campanya per un informe especial de l'IPCC sobre això.

## Possibles elements basculants identificats fins ara
El grup de treball de Schellnhuber va anomenar el 2008 els nou elements potencials d'inclinació següents:
- Fosa del gel marí de l'Àrtic a l'estiu
- Desglaç de la capa de gel de Groenlàndia
- Desglaç de la capa de gel de l'Antàrtida occidental
- Debilitament de la circulació termohalina atlàntica (AMOC)
- Canvi en l'Oscil·lació Austral d'El Niño (ENSO)
- Col·lapse del monsó d'estiu indi
- Canvis en el sistema monsònic de l'Àfrica Occidental que afecten el Sàhara i el Sahel (amb la possible reverdització del Sàhara com a element d'inflexió positiu)
- Desforestació de la selva tropical
- Declivi dels boscos boreals

D'aquests nou elements d'inclinació, segons els experts enquestats, la fusió del gel marí de l'Àrtic i la capa de gel de Groenlàndia representen actualment la major amenaça.
Més tard es van identificar altres elements potencials de basculament:
- Desglaç de parts de la capa de gel de l'Antàrtida oriental, a la conca de Wilkes
- Reducció de les glaceres tibetanes
- Desgasificació de metà dels oceans i altres dipòsits d'hidrats de metà
- Emissions de metà i diòxid de carboni de la descongelació del permagel[17][18]
- Assecat del sud-oest nord-americà
- Debilitant la bomba de carboni marina
- Mort dels esculls de corall
- La desestabilització del corrent en raig (anglès: jetstream) (així com del monsó - vegeu més amunt) augmenta la probabilitat d'inundacions i sequeres greus[19]
- Disminució de la productivitat neta de la biosfera (NPB), és a dir, la capacitat de la biosfera d'absorbir el gas d'efecte hivernacle CO₂.[20]
- Dissolució de capes baixes de núvols estratocúmuls sobre l'oceà subtropical a concentracions de CO ₂ al voltant de 1200 ppm.[21][22]

### La fusió del gel marí de l'Àrtic

Extensió del gel marí àrtic en els darrers 1.450 anys

De fa alguns anys està en discussió si la fusió del gel marí de l'Àrtic ja ha passat un punt d'inflexió o si se'n produirà un en el futur. Com a resultat de l'escalfament global de l'Àrtic, la temperatura de l'aire allí ha triplicat la mitjana mundial en les últimes dècades, a causa de l'amplificació polar . Des de la dècada de 1970 és un 2 °C més càlida i la cobertura de gel marí d'estiu ha minvat de prop d'un 40%. A més, la capa de gel es va fer més fina en grans àrees. Un canvi temporal en l'oscil·lació de l'Àrtic i l' oscil·lació decenal del Pacífic a partir del 1989 també va provocar que es trenquessin superfícies més grans de la capa de gel. La proporció creixent de superfície de l'aigua no coberta per gel va provocar una major absorció de la radiació solar i, per tant, una major fusió del gel, un augment de la temperatura del mar i una menor formació de gel durant els mesos d'hivern. Després de 1988, la influència de la retroalimentació de l'albedo de gel es va fer més gran que les influències externes. Segons Lindsay i Zhang (2005), el fet que aquest efecte continuï malgrat la normalització de l'oscil·lació àrtica i l'oscil·lació decenal del Pacífic indica efectes no lineals pronunciats. Per tant, assumeixen que el punt d'inflexió per a la fusió de la coberta de gel marí de l'Àrtic es va superar entre finals dels anys vuitanta i principis dels noranta. Holland et al. (2006), en canvi, a partir dels seus propis càlculs, van suposar que el punt d'inflexió no se superaria fins al 2015 com a molt aviat. Segons els càlculs de Lenton (2012) i de Livina (2013), el 2007 es va produir un canvi brusc i sostingut en l'amplitud de les variacions estacionals de la coberta de gel marí àrtic, que sembla estar impulsat per la dinàmica interna del sistema climàtic àrtic (i no per influències externes) i que els porta a concloure que seria un un punt d'inflexió. D'això se'n deduiria que aquest és un punt d'inflexió reversible.

### Desglaç de la capa de gel de Groenlàndia
El punt d'inflexió per a la fusió completa de la capa de gel de Groenlàndia podria ocórrer tan aviat com s'atenyés un escalfament global d'1,5 a 2 °C. La capa de gel de Groenlàndia té un gruix predominant de 3.000 metres, per la qual cosa la seva superfície, situada molt sobre el nivell del mar, està exposada a temperatures molt baixes. Segons la fórmula d'altitud baromètrica, la temperatura de l'aire augmenta un 0,5 °C per 100 m d'altitud. A mesura que la capa de gel s'aprima, els períodes en què la superfície comença a descongelar-se seran més freqüents. Així, la fusió s'està accelerant i comportaria un augment del nivell del mar d'uns set metres al llarg de milers d'anys. Se suposa que, per sota d'un gruix crític del gel, el procés de fusió continuarà encara que el clima torni als nivells de temperatura preindustrials. Tanmateix, una comparació amb l'últim interglacial, el període càlid de l'Eemian fa uns 126.000 a 115.000 anys, ofereix una imatge inconsistent des d'una perspectiva científica. Si bé alguns estudis postulen un nivell del mar fins a 15 metres més alt que l'actual, amb un contingut d'aigua de desglaç de la capa de gel de Groenlàndia de 4,2 a 5,9 metres, s'assumeix predominantment que durant l'Eem interglacial, amb un clima parcialment més càlid que a l'Holocè, el nivell del mar era un màxim de 9 metres per sobre del nivell actual. Segons aquest escenari, la capa de gel hauria contribuït aproximadament entre 1,5 i 2,5 metres a aquest augment i, per tant, només hauria perdut part de la seva massa.

### Desglaç de la capa de gel de l'Antàrtida occidental

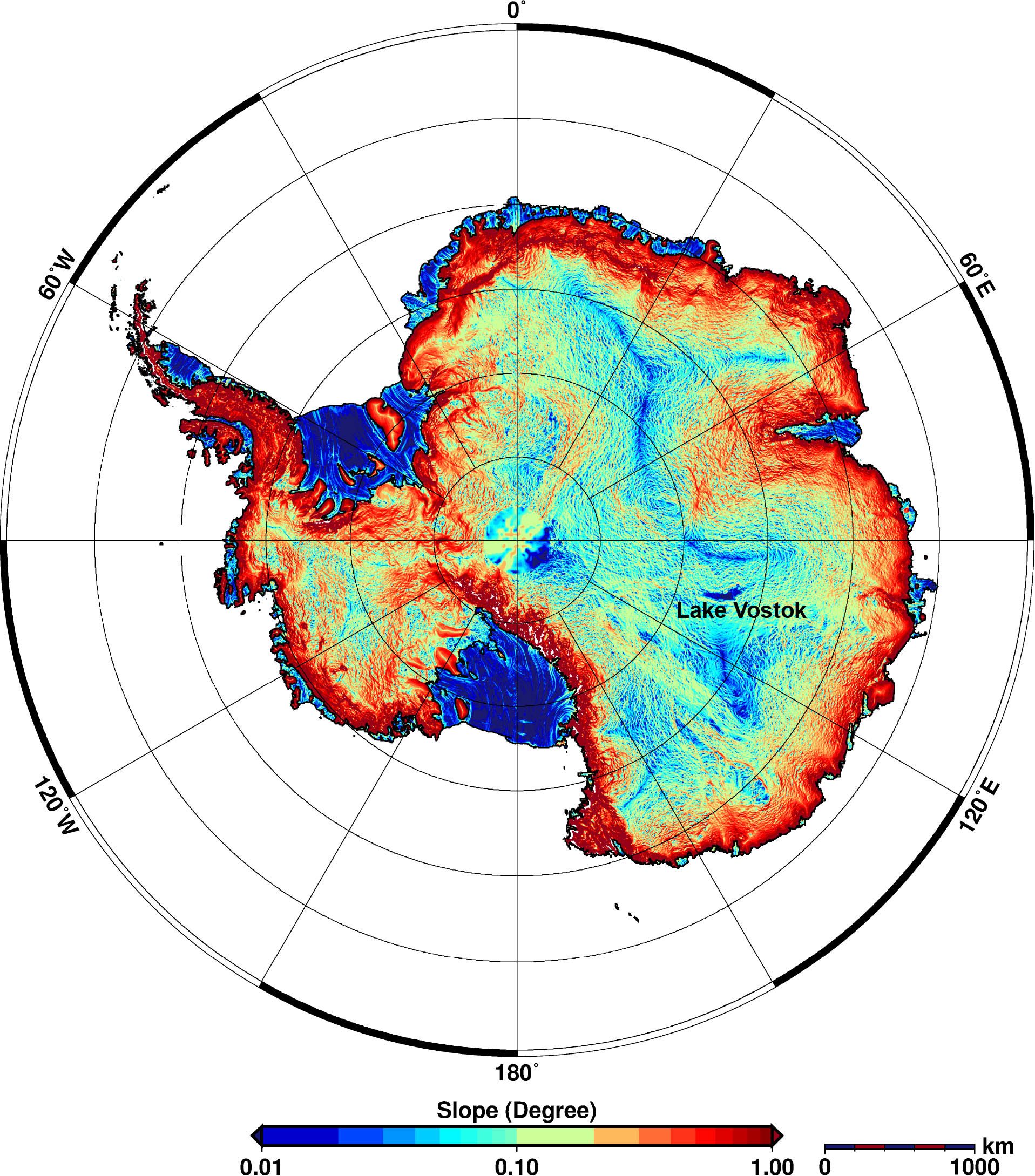
Vessants superficials de l'Antàrtida

No s'espera que l'Antàrtida oriental, que inclou la major part de l'Antàrtida, experimenti un desglaç significatiu en el futur previsible. Tanmateix, se suposa que hi haurà canvis profunds a l'Antàrtida Occidental. Algunes glaceres molt grans de la capa de gel de l'Antàrtida occidental acaben al mar. Allà es recolzen uns centenars de metres per sota de la superfície de l'aigua en una carena marina que inclina cap a terra ferma. A mesura que l'aigua del mar s'ha escalfat allà durant les últimes dècades, això ha provocat un augment de la fusió i una retirada de la llengua de la glacera de, p. ex., la glacera Pine Island o la glacera Thwaites. L'anàlisi ha demostrat que probablement ja s'ha arribat al punt d'inflexió per a la fusió completa de la glacera de Thwaites i que es fondrà completament durant un període de 200 a 900 anys. Això farà que el nivell del mar pugi uns tres metres. Aquest procés també s'autoreforça, perquè un nivell d'aigua més alt redueix encara més l'estabilitat de les llengües de la glacera.

### Debilitament de lacirculació termohalina atlàntica (AMOC)
La creixent fusió del gel marí i terrestre àrtic dona lloc a una major entrada d'aigua dolça, així com a una major velocitat i estabilitat del corrent oceànic àrtic cap al sud. Això podria afectar les aigües profundes de l'Atlàntic Nord, fet que provocaria finalment una desacceleració de la circulació termohalina. Tot i que el col·lapse de la circulació termohalina amb el posterior canvi climàtic brusc és probablement un punt d'inflexió llunyà en el temps, es preveu de manera robusta l'alentiment de la circulació termohalina, que tindria un efecte similar però debilitat. El cessament de la circulació termohalina és un exemple de punt d'inflexió que depèn no només de l'extensió sinó també de la velocitat del canvi climàtic (punt d'inflexió dependent de la taxa).

### Alteració de l'oscil·lació climàtica del Pacífic Sud i amplificació del fenomen El Niño
S'estan discutint diverses teories sobre els efectes de l'escalfament global sobre el fenomen El Niño. L'any 1999, el grup de treball de Mojib Latif va suposar que l'augment de l'absorció de calor a l'oceà portaria a una disminució sostinguda de la termoclina (capes d'aigua) al Pacífic equatorial oriental i, com a resultat, a una major amplitud i freqüència de l' El Niño-Oscil·lació Austral (ENSO). Alternativament, el 1997 un grup de treball del Goddard Space Flight Center de la NASA va postular la persistència del fenomen de La Niña a causa d'un major escalfament de l'oest en comparació amb el Pacífic equatorial oriental, que podria provocar un augment dels vents de l'est i un augment de l'aigua freda al Pacífic equatorial oriental. Per la seva banda, Lenton et al., basant-se en estudis paleoclimàtics recents, van suposar que el desenvolupament més probable és un augment de la intensitat dels fenòmens d'El Niño, tot i que no hi ha certesa d'un augment de la freqüència . Així mateix, l'existència o la ubicació d'un punt d'inflexió és incerta. Es poden esperar, però, conseqüències importants, també pel que fa a canvis graduals. Per exemple, sequeres a Austràlia i el sud-est asiàtic i augment de les precipitacions a les costes occidentals d'Amèrica. També s'està discutint una connexió entre El Niño i els hiverns inusualment freds a Europa.

### Emissions de metà i diòxid de carboni de la descongelació del permagel
Tan aviat com el permagel es fon, els microorganismes poden descompondre les restes fòssils emmagatzemades allà. A resultes d'això s'alliberen diòxid de carboni i metà, dos gasos hivernacle. Aquests gasos al seu torn augmenten l'escalfament global, fent que el permagel continuï fonent-se. Una retroalimentació que s'autoenforteix amb l'escalfament, la descongelació progressiva i més alliberament de carboni s'anomena retroalimentació permagel-carboni.
Els estudis de models de la dinàmica del permagel i les emissions de gasos d'efecte hivernacle suggereixen una retroalimentació relativament lenta del permagel-carboni en escales de temps de molts centenars d'anys. Tanmateix, alguns efectes no es tenen en compte en aquests models, com ara l'amplificació addicional a causa del desglaç brusc dels llacs termokarst. El 2019, també es va observar que part del permagel a l'Àrtida canadenca es descongelava significativament més ràpid del previst.

### Disminució de la productivitat neta de la biosfera
El sistema terrestre actual és un embornal de CO₂; absorbeix més CO₂ del que allibera. Els oceans n'absorbeixen uns 25% del CO₂ produït pels humans, la biosfera (arbres i altres plantes, així com el sòl) un altre 25 aproximadament%. Però a partir de mitjans de segle, segons un estudi de la Universitat de Colúmbia de Nova York, la capacitat d'absorció del nostre planeta disminuirà. Es preveu un retroalimentació destructiva: les onades de calor i les sequeres fan que les plantes frenin la seva fotosíntesi, que és un dels mecanismes més importants per eliminar el CO₂ de l'atmosfera. Al mateix temps, moren moltes plantes. Això fa que resti més CO₂ antropogènic a l'atmosfera i que s'afegeixi CO₂ addicional (alliberat a l'atmosfera) a través de la descomposició de la biomassa morta. Això augmenta l'escalfament global, provocant que la calor i la sequera s'intensifiquin. Atès que les plantes evaporen menys aigua quan sofreixen estrès per calor, hi hem d'afegir també l'efecte de refredament d'aquesta transpiració.

## Interaccions i cascades

Interaccions suposades entre alguns elements d'inclinació (⊕: augmenta la probabilitat d'ocurrència, ⊖: la redueix, ⊖/⊕: efecte en ambdues direccions, efecte net incert)

Pot haver-hi interaccions entre els elements basculants. L'activació d'un element de basculament pot augmentar o, en alguns casos, reduir la probabilitat de més capgiraments. Per a algunes interaccions, es desconeix si hi ha més o menys probabilitat d'ocurrència. Aquestes interaccions comporten un risc d'efectes dòmino i retroalimentacions que es reforcin mútuament. En una anàlisi econòmica de cost-benefici , aquest risc parla a favor d'estabilitzar el clima per sota d'1,5 °C com a política climàtica òptima. El científic del sistema terrestre Timothy Lenton apunta la possibilitat que els elements de basculament a petita escala, que sovint no s'inclouen als models, puguin provocar el basculament d'elements a gran escala.
Un examen del risc de retroalimentació d'autoreforçament en el sistema climàtic divideix àmpliament els elements de basculament a gran escala en tres grups en funció de l'escalfament que és probable que els desencadeni:
1 a 3 °C
La fusió de la capa de gel de Groenlàndia, la coberta de gel de l'Àrtic d'estiu, les glaceres alpines i la capa de gel de l'Antàrtida occidental i la mort de gairebé tots els esculls de corall
3 a 5 °C
entre altres coses, disminució dels boscos boreals, canvis en l'El Niño-Oscil·lació del Sud (ENSO), debilitament de la circulació termohalina atlàntica, degradació de la selva tropical, col·lapse del monsó d'estiu de l'Índia
a partir de 5 °C
Desglaç extensiu de la capa de gel de l'Antàrtida oriental i el gel marí de l'Àrtic d'hivern, augment del nivell del mar de diverses desenes de metres, descongelació a gran escala del permagel
Si es desencadenen els elements de basculament del primer grup, això podria activar més elements de basculament juntament amb l'augment de la temperatura mitjançant retroalimentació biogeofísica gradual. Això comporta el risc d'una cascada que transformaria de manera incontrolable i irreversible el clima en un clima càlid amb temperatures comparables a les del Miocè mitjà. En un futur previsible, no seria possible una estabilització del sistema climàtic terrestre en un rang de fluctuacions similar a la de l'Holocè actual amb un corredor de temperatura màxima de ±1 °C, en què les civilitzacions humanes avançades podrien desenvolupar-se relativament sense pertorbacions sobre la base d'un equilibri tèrmic-radiatiu. Aquest risc fins i tot seguiria existint tot i que s'assolís l' objectiu de dos graus, tal com es va fixar a l'Acord de París el 2015: l'escalfament podria augmentar dramàticament. En el decurs d'aquest desenvolupament tan ràpid, inclosa la possible desestabilització de tota la biosfera, podria sorgir un règim climàtic les característiques especials de la qual serien una novetat en la història de la terra. L'ocurrència i l'impacte climàtic dels punts d'inflexió durant els diferents períodes geocronològics es consideren certs i són objecte d'investigació en paleoclimatologia.
Les simulacions per ordinador dels models climàtics sovint no representen adequadament els elements de basculament amb canvis d'estat bruscos i no lineals. En alguns casos, les relacions subjacents als elements de basculament recentment descoberts només s'incorporen als models climàtics corresponents al llarg del temps o s'incorporen provisionalment com a factors de correcció posteriors.
El 13 de setembre del 2023 l'Stockholm Resilience Centre va donar a conèixer l'estat de conservació dels nou punts d'inflexió claus per a la conservació de l'espècie humana i de la vida sobre la Terra, també anomenades fronteres planetàries. L'equip coordinat per Johan Rockström va arribar a la conclusió que el 2023 ja se n'haurien superat sis:

Evolució dels punts d'inflexió claus al llarg del temps (2009-2023) segons l'Stockholm Resilience Centre.

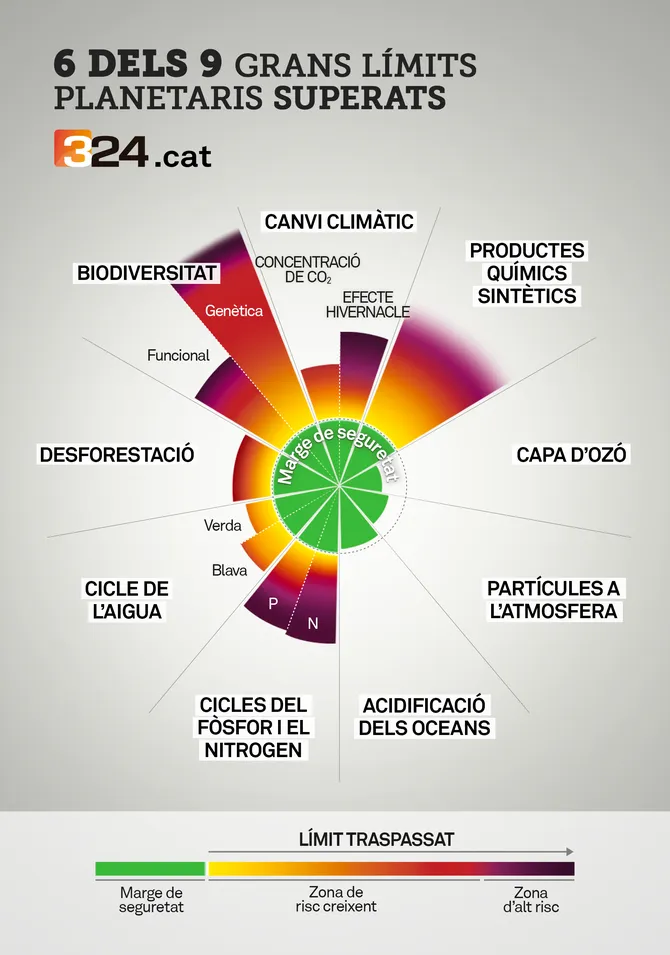
6 dels 9 grans límits planetaris superats ja el 2023, segons l'Stockholm Resilience Centre

## Dades d'observació sobre punts d'inflexió en la història i registres geològics

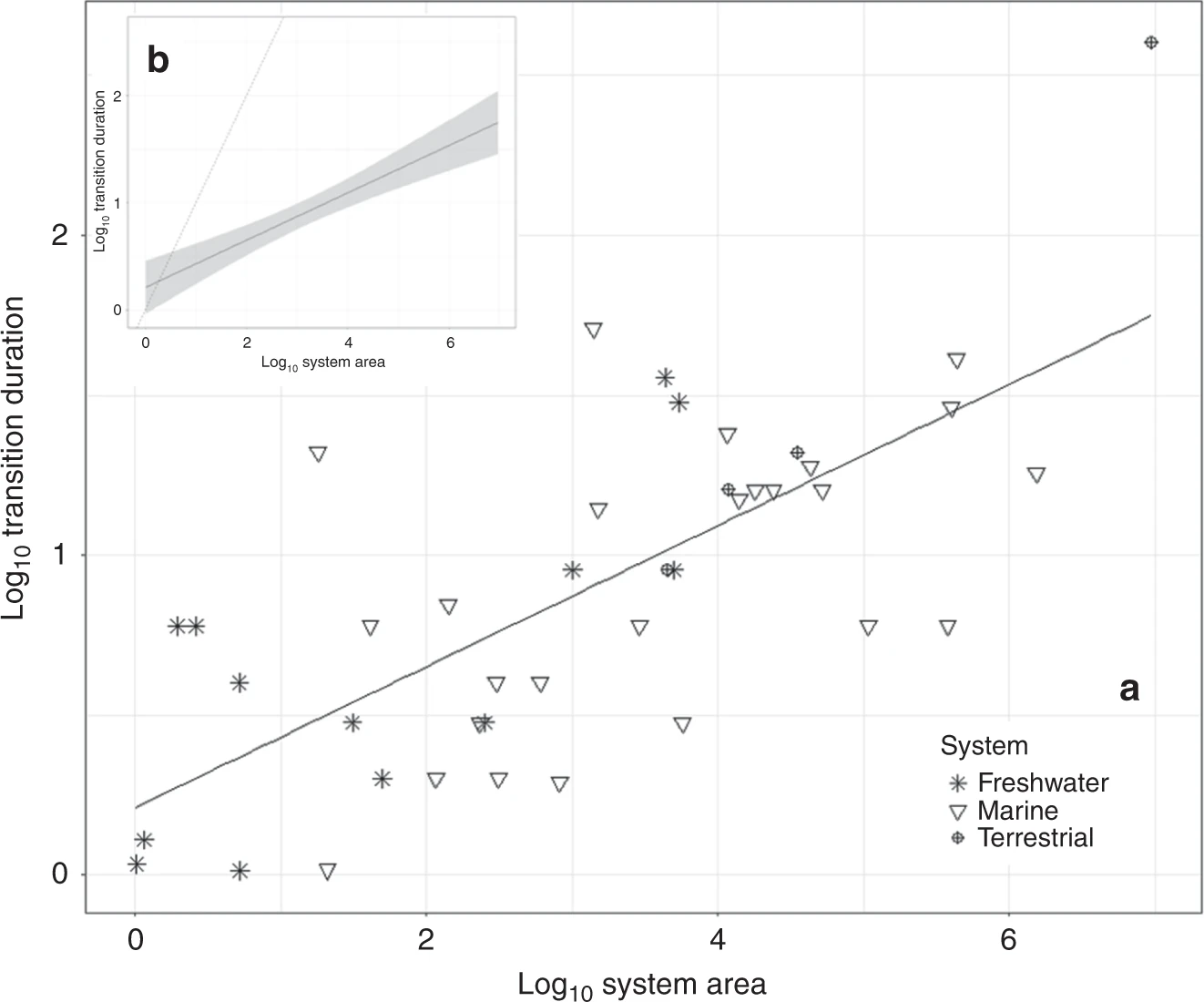
Relació lineal log-log entre la mida espacial i la durada temporal de 42 col·lapses d'ecosistemes investigats

Un conjunt d'evidències empíriques avalen l'existència de punts d'inflexió en el sistema terrestre que, un cop activats, catalitzen, potencialment irreversible un canvi cap a un estat d'ecosistema o equilibri climàtic diferent.
Un estudi va demostrar que els ecosistemes més grans poden «col·lapsar-se» més ràpidament del que es pensava. Per exemple, la selva amazònica podria esdevenir una sabana en uns 50 anys i els esculls de corall del Carib en uns 15 anys, un cop s'activa el mode de «col·lapse». En el cas de l'Amazònia, segons aquesta estimació, podria ser el cas ja el 2021.
Un document de revisió de 2021 il·lustra com els efectes s'han produït en cascada a través del sistema terrestre en casos ben documentats de canvis bruscos durant els darrers 30.000 anys.
Un estudi va concloure que els registres geològics de la temperatura màxima del Paleocè/Eocè fa uns 56 milions d'anys revelen punts d'inflexió climàtics significatius en el sistema terrestre que "poden desencadenar l'alliberament de dipòsits addicionals de carboni i empènyer el clima de la Terra a un estat més calent".

## Literatura
- Anthony D. Barnosky et al.: Tipping point for planet earth - how close are we to the edge? Thomas Dunne Books, Nova York 2016, ISBN 978-1-250-05115-8
- Simon Dietz, James Rising, Thomas Stoerk, Gernot Wagner: Economic impacts of tipping points in the climate system. Proceedings of the National Academy of Sciences of the United States of America (PNAS), 24. August 2021, doi:10.1073/pnas.2103081118
- Timothy M. Lenton, Hermann Held, Elmar Kriegler, Jim W. Hall, Wolfgang Lucht, Stefan Rahmstorf, Hans Joachim Schellnhuber, «Tipping the scales». A: Proceedings of the National Academy of Sciences|PNAS, 1, 11 2007. DOI: 10.1038/climate.2007.65.
- Timothy M. Lenton; Hermann Held, Elmar Kriegler, Jim W. Hall, Wolfgang Lucht, Stefan Rahmstorf, Hans Joachim Schellnhuber «Tipping elements in the Earth's climate system». A: Proceedings of the National Academy of Sciences|PNAS, 105, 6, 2008, pàg. 1786–1793. DOI: 10.1073/pnas.0705414105.
- Hans Joachim Schellnhuber «Tipping elements in the Earth System». PNAS, 106, 49, 2009, pàg. 20561–20563.
- Claudia Mäder, Juli 2008, Umweltbundesamt: Kipp-Punkte im Klimasystem. Welche Gefahren drohen? (PDF; 256 kB).